# Лазарь (аниме)
«Ла́зарь» (англ. Lazarus) — аниме-сериал, созданный студией MAPPA под руководством режиссёра Синъитиро Ватанабэ. Премьера состоялась 5 апреля 2025 года.

## Сюжет
2052 год, в мире появляется лекарство от всех болезней, гарантирующее человечеству процветание, однако спустя три года его изобретатель, доктор Скиннер, объявляет, что период полураспада препарата составляет три года. Поэтому все, кто его принимал, умрут через тридцать дней. Правительство срочно собирает оперативную группу «Лазарь», чтобы найти Скиннера и создать антидот.

## В ролях
| Персонаж                    | Сэйю             |
| --------------------------- | ---------------- |
| Аксель                      | Мамору Мияно     |
| Даг                         | Макото Фурукава  |
| Кристин / Александра «Саша» | Маая Утида       |
| Лиланд                      | Юма Утида        |
| Элейна                      | Манака Ивами     |
| Херш                        | Хаясибара Мэгуми |
| Абель                       | Акио Оцука       |
| Скиннер                     | Коити Ямадэра    |

## Производство
Сериал был анонсирован телеканалом Cartoon Network (в рамках Adult Swim) в июле 2023 года. Режиссёром проекта выступил Синъитиро Ватанабэ, наиболее известный как создатель аниме-сериала «Ковбой Бибоп». Помимо самого Ватанабэ в создании сюжета был задействован Чад Стахелски, режиссер франшизы о Джоне Уике. В качестве саундтрека использовались партитуры джазового саксофониста Камаси Вашингтона, а также музыка диджеев Bonobo и Floating Points. Созданием визуальной составляющей занималась студия MAPPA, продюсерские функции исполняла компания Sola Entertainment.
22 июля, в рамках выставки Comic-Con в Сан-Диего, был продемонстрирован тизер-трейлер сериала. Создатели отметили, что проект планируется завершить в 2024 году, однако не стали называть точную дату релиза. В июле было объявлено, что «Лазарь» выйдет в 2025 году и будет состоять из 13 серий. 
По словам Ватанабэ, источником вдохновения для сюжета послужила опиоидная эпидемия 1990-х. Он упомянул, что постановкой боевых сцен занимался Стахелски (режиссёр подчеркнул, что высоко ценит уровень драк в его фильмах о Джоне Уике). За их отрисовку отвечали, в том числе, дополнительные аниматоры, нанятые за пределами Японии из-за нехватки нужных специалистов.
В декабре 2024 года было объявлено том, что вступительную композицию «Vortex» будет исполнять Камаси Вашингтон, на титрах будет звучать песня «Lazarus», записанная The Boo Radleys.